# Jiří Matoušek (matematico)
Jiří Matoušek (Praga, 10 marzo 1963 – 9 marzo 2015) è stato un matematico ceco.
Docente all'Università Carolina di Praga, scrisse vari libri di testo e articoli di ricerca nell'ambito della topologia algebrica e della geometria computazionale.

## Biografia
Nel 1986, ricevette il Master's degree con la supervisione di Miroslav Katětov, maestro di scacchi, psicologo e matematico, che dal '53 al '57 era stato il rettore dell'ateneo della capitale ceca. Nello stesso anno, entrò a far parte del Dipartimento di Matematica Applicata, dove rimase fino all morte nel 2015.

Nel 2000 ottenne la cattedra e in seguito fu chiamato dal Politecnico federale di Zurigo come professore ospite e quindi come ordinario.
Nel 2003, pubblicò con la Springer-Verlag il manuale Using the Borsuk–Ulam Theorem: Lectures on Topological Methods in Combinatorics and Geometry, nel quale illustrò l'applicazione dei risultati teorici della topologia come il Teorema di Borsuk-Ulam alla dimostrazione di teoremi di combinatoria e di geometria discreta.

Il libro riprese la dimostrazione di László Lovász pubblicata nel '78 circa la congettura di Martin Kneser  del '55 sulla colorazione dei grafi omonimi: da tale dimostrazione, che faceva uso del Teorema di Borsuk-Ulam,  Matoušek sviluppò una serie di corollari e un più generale testo di combinatoria in collaborazione con Anders Björner e Günter M. Ziegler, che tuttavia rimase incompiuto. Il libro diede comunque avvio a un ramo relativamente nuovo della matematica, noto come combinatoria topologica (in inglese: topological combinatorics), a metà strada fra la topologia e la matematica combinatoria.
Impegnato nella campagna The Cost of Knowledge contro le pratiche editoriali della Elsevier, tradusse in lingua ceca il libro divulgativo Mathematics: A Very Short Introduction di Timothy Gowers.
Morì nel 2015, all'età di 51 anni.

## Premi e riconoscimenti
- 1996: premio dell'European Mathematical Society[13];
- 1998: relatore al Congresso internazionale dei matematici, a Berlino[14];
- 2000: Premio per gli Scienziati conferito dalla Società di Apprendimento della Repubblica Ceca[15];
- 2005: eletto membro della Learned Society of the Czech Republic;
- 2012;. premio per il miglior paper nel campo della combinatoria, conferito al Simposio sugli Algoritmi Discreti dell'Association for Computing Machinery.